# Nycterosea intrusata
Nycterosea intrusata är en fjärilsart som beskrevs av Walker 1862. Nycterosea intrusata ingår i släktet Nycterosea och familjen mätare. Inga underarter finns listade i Catalogue of Life.